# Alexandre Sowa
Pour les articles homonymes, voir Sowa.
Alexandre Aleksander Sowa, né le 8 avril 1927 à Lubomierz (Pologne) et mort le 21 juin 2017 au Creusot, est un coureur cycliste polonais puis français à partir de 1954, professionnel dans les années 1950.

## Biographie
Né polonais, il est naturalisé français en 1954.

## Palmarès
- 1949
  - 8e étape du Tour de Pologne
- 1951
  - 2e du Circuit des Vosges
- 1952
  - Lyon-Grenoble-Lyon
  - 2e du Tour du Doubs
  - 3e du Circuit des six provinces
  - 3e de la Coupe Marcel Vergeat
- 1953
  - Tour du Doubs
  - 3e du Grand Prix de Vals-les-Bains
  - 3e du Circuit de l'Ain
- 1954
  - 2e du Tour du Doubs
- 1956
  - 2e du Circuit de Saône-et-Loire

## Résultats sur les grands tours

### Tour de France
1 participation
- 1952 : abandon (5e étape)